# Доминирование в полном спектре
Доминирование в полном спектре — возможность вооружённых сил контролировать все виды боевого пространства: наземное, воздушное, водное, подземное, космическое, психологическое, биологическое и кибернетическое. Доминирование в полном спектре учитывает как физическое боевое пространство, так и в электромагнитном спектре и информационном пространстве. Контроль над ними подразумевает крайнюю ограниченность свободы действий противника в боевых пространствах.

## Военная доктрина США
Доминирование в полном спектре согласно определению Минобороны США:
The cumulative effect of dominance in the air, land, maritime, and space domains and information environment, which includes cyberspace, that permits the conduct of joint operations without effective opposition or prohibitive interference
Согласно Joint Vision 2020, военная доктрина США провозглашает стратегией стремиться к достижению этого идеала в любом вооружённом конфликте в одиночку или с союзниками через победу над врагом и контроль над любой ситуацией посредством множества военных операций.
Это требует колоссальных инвестиций по разным направлениям: доминирование при военных манёврах, точные вооружения, широкая логистика и защита во всех спектрах.

## Критика
Профессор Лидского университета Филип Тейлор, консультировавший правительства США и Британии по вопросам психологической войны, пропаганды и дипломатии, считает достижение полного доминирования невозможным:
It's true, though rarely recognized in the control-freakery world of the military, that full spectrum dominance is impossible in the global information environment
Гарольд Пинтер, лауреат Нобелевской премии по литературе в 2005, в своей речи при её вручении упомянул эту военную доктрину для критики предполагаемого империализма и внешней политики США:
I have said earlier that the United States is now totally frank about putting its cards on the table. That is the case. Its official declared policy is now defined as "full spectrum dominance". That is not my term, it is theirs. "Full spectrum dominance" means control of land, sea, air and space and all attendant resources